# Pahou
Pahou är en ort i Benin. Den ligger i den södra delen av landet, 40 km väster om huvudstaden Porto-Novo. Pahou ligger 8 meter över havet och antalet invånare är 14 436. Den ligger vid sjön Lagune Toho.
Terrängen runt Pahou är mycket platt. Runt Pahou är det tätbefolkat, med 343 invånare per kvadratkilometer.. Närmaste större samhälle är Abomey-Calavi, 17,0 km öster om Pahou.
Omgivningarna runt Pahou är en mosaik av jordbruksmark och naturlig växtlighet.